# Artur Olech
Artur Olech (Leópolis, 22 de junio de 1940-Cracovia, 12 de agosto de 2010) fue un boxeador polaco del peso mosca, que ganó dos medallas olímpicas y una bronce europeo.

## Resultados de los Juegos Olímpicos de 1964
- Ronda de 32.os: victoria ante Stefan Panayotov (Bulgaria) a los puntos, 3-2
- Deiceseisavos: victoria ante John Kamau (Kenya) a los puntos, 5-0
- Cuartos de final: victoria ante Constantin Ciuca (Rumanía) a los puntos, 5-0
- Semifinal: victoria ante Stanislav Sorokin (URSS); Sorokin no participó
- Final: derrotado por Fernando Atzori (Italia) a los puntos, 1-4.